# Renato Terpolilli
Renato Terpolilli (Vasto, 1927 – Vasto, 22 gennaio 2000) è stato un poeta, scrittore e giornalista italiano.
Collaborando con i periodici Vasto Domani, La Gazzetta di Chieti e Il Tempo, ha contribuito alla crescita della sua terra in relazione alle problematiche portuali, stradali, ferroviarie e religiose (all'epoca del trasferimento della diocesi vastese a Chieti). Nel 1979 ha pubblicato un saggio dal titolo Il Porto di Vasto.
La sua produzione più incisiva resta quella poetica con all'attivo cinque raccolte di liriche: Vele e fantasmi (Cannarsa, 1984), Anelli d'Acqua (Cannarsa, 1984), Castelli di Sabbia (Cannarsa, 1987), Il respiro dell'immenso (Solfanelli, 1991), Dietro un altro giorno (Bastogi, 1993), Quel che resta (Tracce, 1997).
In ogni poesia vive la natura appassionata di un uomo che ha amato, sofferto, si è impegnato a tutto campo, ma che ha anche coronato la propria esistenza con numerosi riconoscimenti e successi letterari: Premio Medusa Aurea dell'AIAM di Roma (1983), Premio Giuseppe Ungaretti dell'Accademia San Marco (1984), Premio Mare Nostrum di Sorrento (1985), Premio Città di Milano (1991), Premio Il Galleratese (1991), Premio Cinque Terre della Spezia (1992), Premio Il Golfo della Spezia (1996), Concorso Donne di Monferrato (1996) e molti altri.
A testimonianza della sua rilevanza come poeta, le recensioni di critici letterari come Gianni Oliva e Walter Mauro e la presenza in alcune antologie critiche di Vittoriano Esposito (Nuove note di Letteratura Abruzzese, 1991, e Poesia, Non-Poesia, Antipoesia del Novecento Italiano, 1992).
Si ricordano inoltre il Trofeo della Cultura Histonium alla carriera «per aver dato lustro come poeta alla città di Vasto», il Premio Nazionale Histonium conseguito nel 1994 «per il costante impegno poetico e collaborativo» e infine il Premio San Michele «per l'onore dato alla tradizione culturale della città del Vasto».
Morì a Vasto il 22 gennaio 2000.